# Aplomya gracilens
Aplomya gracilens är en tvåvingeart som först beskrevs av Giglios-tos 1893.  Aplomya gracilens ingår i släktet Aplomya och familjen parasitflugor. Inga underarter finns listade i Catalogue of Life.